# Greg Gianforte
Gregory Richard "Greg" Gianforte (San Diego, 17 aprile 1961) è un politico statunitense, governatore del Montana dal 2021 ed in precedenza membro della Camera dei Rappresentanti per lo stesso stato dal 2017 al 2021.

## Biografia
Nato a San Diego in una famiglia di origini italiane, inglesi e scozzesi, Gianforte crebbe in Pennsylvania e dopo aver conseguito un Master of Science in scienze informatiche nel New Jersey, Gianforte lavorò come imprenditore nel settore dei software.
Entrato in politica con il Partito Repubblicano, nel 2016 si candidò alla carica di governatore del Montana ma venne sconfitto dal democratico in carica Steve Bullock.
L'anno seguente, quando il deputato Ryan Zinke lasciò la Camera dei Rappresentanti per divenire Segretario degli Interni, Gianforte prese parte alle elezioni speciali indette per assegnare il seggio e riuscì ad essere eletto, sconfiggendo di misura l'avversario democratico. Durante la campagna elettorale fu al centro di una controversia quando, il giorno prima delle elezioni, Gianforte fu denunciato per aggressione da Ben Jacobs, un giornalista di The Guardian: il reporter, supportato da colleghi testimoni oculari e da una registrazione, raccontò di essere stato afferrato per il collo e gettato a terra da Gianforte in seguito ad una domanda sgradita. Gianforte patteggiò la condanna che comprendeva lo svolgimento di servizi socialmente utili, la frequenza di un corso di gestione della rabbia ed una sanzione pecuniaria, inoltre donò 50.000 dollari al progetto "Press Freedom Tracker", finalizzato alla difesa dei giornalisti e della libertà di stampa.
Nel 2020 corse nuovamente alla carica di governatore e questa volta prevalse sull'avversario democratico Mike Cooney. Si insediò ufficialmente il 4 gennaio 2021. Nel 2024 si ricandidò contro Ryan Busse (democratico), vinse anche stavolta andando verso il secondo mandato 
Gianforte si configura come un repubblicano di vedute conservatrici.

## Vita privata
Mentre lavorava ai Bell Labs nel New Jersey negli anni '80, Gianforte ha incontrato sua moglie, Susan, figlia di prima generazione di immigrati tedeschi, nata e cresciuta nel Queens, a New York. Si sono sposati nel 1988. Gianforte e sua moglie risiedono a Bozeman, Montana , da quando si sono trasferiti dal New Jersey nel 1995. Hanno quattro figli. Gianforte è cresciuto presbiteriano  e frequenta con sua moglie la Grace Bible Church, una chiesa non confessionale a Bozeman.
Gianforte è un appassionato cacciatore nelle terre libere del Montana. Il 28 ottobre 2000 è stato multato di 70 dollari per aver ucciso illegalmente un alce.